# Dodge Royal
Der Dodge Royal war ein großer Pkw den Dodge in den Modelljahren 1954 bis 1959 herstellte. 1954 war der Royal das Spitzenmodell, um ab 1955 den mittleren Platz in der Modellpalette einzunehmen.

## Modelle Jahr für Jahr

### 1954
Der Meadowbrook war das billigste Dodge-Angebot in diesem Jahr, der Coronet das mittlere. Darüber rangierte der Royal, der nur mit dem „Red Ram“ Chrysler-Hemi-Motor mit 3949 cm³ Hubraum lieferbar war. Wie der Coronet hatte auch der Royal eine 2-Stufen-Automatik (PowerFlite). Ein Schalthebel wurde nur zum Einlegen der Fahrstufe benötigt.

### 1955–1957
1955 fiel der Meadowbrook weg, sodass der Coronet das preisgünstigste Dodge-Angebot darstellte. Der Royal war die mittlere Modellreihe und als Spitzenmodell wurde der Custom Royal eingeführt. Angetrieben wurden die Wagen von einem V8-Chrysler-Hemi-Motor mit 5211 cm³ Hubraum, der – je nach Vergaserbestückung – 218–260 bhp leistete.
Es gab eine Reihe von Aufbauvarianten:
- 3- oder 5-türiger Kombi – er hieß Suburban
- 2-türiges Hardtop-Coupé – der Lancer
- 2- oder 4-türige Limousine

### 1958–1959
Die 1958er- und 1959er-Modelle des Royal, des Coronet und des Custom Royal hatten DeSoto-Fahrgestelle, waren aber mit weniger Chromschmuck ausgestattet. Als Motoren waren der 4,4-Liter-V8-„Red Ram“ oder der „Super-Red-Ram“ mit 5,3–5,9 Liter verfügbar.
Im Modelljahr 1960 wurde der Royal durch das Modell Matador ersetzt.

## Quelle
- Gunnell, John (Herausgeber): Standard Catalog of American Cars 1946-1975, Krause Publications, Iola (2002), ISBN 0-87349-461-X.